# Aholfing
Aholfing è un comune tedesco di 1 754 abitanti, situato nel land della Baviera.